# Zero bezwzględne
Zero bezwzględne, zero absolutne – temperatura równa zero w termodynamicznej skali temperatur, czyli jest to temperatura, w której wszystkie elementy układu termodynamicznego uzyskują najniższą z możliwych energii. Temperatura ta odpowiada −273,15 °C = 0 K.

## Historia
Określenie zero bezwzględne zostało zaproponowane przez Guillaume’a Amontonsa w 1702 r., jako wniosek z zależności ciśnienia gazów od ich temperatury. Zauważył, że ciśnienie jest proporcjonalne do temperatury powiększonej o stałą wartość jednakową dla wszystkich gazów.
W 1848 roku Lord Kelvin zaproponował, by temperaturę wyrażać jako temperaturę bezwzględną, eliminując w ten sposób z wielu wzorów stałą, którą trzeba dodawać do temperatury. Temperatura zera bezwzględnego została przez Lorda Kelvina wyznaczona na podstawie teoretycznych obliczeń temperatury kryształu doskonałego, w którym ustały wszelkie drgania tworzących go cząsteczek.
W 2003 roku zespół naukowców z Massachusetts Institute of Technology w Cambridge (A.E. Leanhardt, T.A. Pasquini, M. Saba, A. Schirotzek, Y. Shin, D. Kielpinski, D.E. Pritchard i W. Ketterle) osiągnął mechanicznie najniższą do tej pory otrzymaną temperaturę 450 pikokelwinów (4,5 · 10−10 K).

## Teorie kinetyczne
Temperatura zera bezwzględnego jest teoretyczną granicą do jakiej można ochłodzić układ termodynamiczny, co wynika z trzeciej zasady termodynamiki.

## Temperatury ujemne
Według definicji temperatury opartej na entropii, możliwe jest istnienie ujemnych temperatur w skali Kelvina. Temperatura zdefiniowana jest jako:
{\displaystyle {\frac {1}{T}}=\left({\frac {\partial S}{\partial U}}\right)_{V,N}}
gdzie S – entropia, U – energia układu. Możliwa jest sytuacja, gdy dostarczanie energii do układu powoduje spadek entropii, czyli wzrost uporządkowania w układzie. Sytuacji takiej nie można uzyskać w wyniku ochładzania, ale występuje ona w ośrodku z inwersją obsadzeń stanów energetycznych, np. w napompowanym ośrodku laserowym. W ośrodku tym większość elektronów jest w wyższym stanie energetycznym. Dodawanie energii (pompowanie ośrodka) jeszcze zwiększa liczbę elektronów w wyższym stanie energetycznym, czyli zwiększa porządek. Oznacza to, że zwiększenie energii powoduje spadek entropii, a więc pochodna entropii po energii jest ujemna. Określona powyższym wzorem temperatura układu elektronów w atomach jest więc ujemna.
Błąd polega na zastosowaniu rozkładu Boltzmanna do sytuacji, której ten rozkład nie opisuje. Tak określona temperatura nie jest temperaturą substancji, w której zachodzi to zjawisko, energia atomów jako układu termodynamicznego ma temperaturę bezwzględną dodatnią. Te dwa układy termodynamiczne są w kontakcie, a w wyniku zderzeń między atomami energia elektronów może być przekształcona na energię kinetyczną atomów. Dlatego ten układ jako całość nie jest stabilny, nie jest stanem równowagi i nie może być opisywany przy użyciu rozkładu Boltzmanna. Otrzymanie rzeczywiście ujemnych temperatur jest w tym sensie możliwe tylko dla niespotykanych w rzeczywistości układów o energii ograniczonej z góry.
Traktując temperaturę klasycznie jako miarę średniej energii kinetycznej cząsteczek, nie można uzyskać energii kinetycznej mniejszej niż zero – jeżeli cząsteczki nie poruszają się, nie mogą poruszać się wolniej.